# آکسفورد (کنتیکت)
آکسفورد، کنتیکت (به انگلیسی: Oxford) یک منطقهٔ مسکونی در ایالات متحده آمریکا است که در کنتیکت واقع شده‌است.

## خصوصیات
آکسفورد ۸۶٫۳ کیلومترمربع مساحت و ۱۲٬۶۸۳ نفر جمعیت دارد و ۲۱۵ متر بالاتر از سطح دریا واقع شده‌است.